# George Davison (photographe)
Pour les articles homonymes, voir George Davison.
George Davison, né le 19 septembre 1854 et mort le 26 décembre 1930, est un photographe britannique, cofondateur du pictorialisme et actionnaire de la société Kodak.

## Biographie

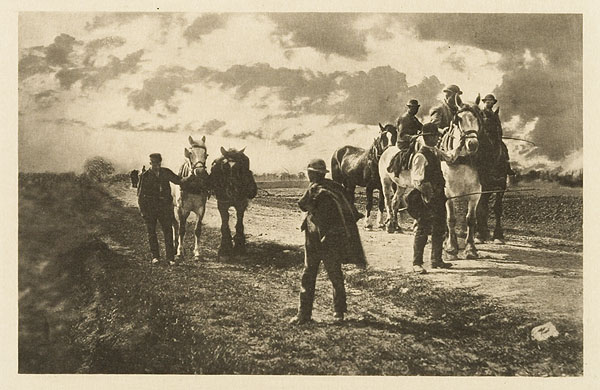
Berkshire Teams and Teamsters (1907), tirage reproduit dans Camera Work.

Even George Davison est né le 19 septembre 1854 à Lowestof dans une famille pauvre, son père est charpentier pour la marine.
Il commence à produire des images photographiques en 1885, rejoignant la société savante londonienne Camera Club. En 1886, il est exposé par la Royal Photographic Society et en devient membre. Son influence majeure à cette époque reste Peter Henry Emerson.
En 1889, George Eastman le recrute comme directeur de la branche londonienne de l'Eastman Photographic Materials Company. Il y organisera de nombreuses expositions destinées à promouvoir les appareils Kodak auprès des amateurs, manifestations qui rencontreront un fort succès.
En 1890, il produit The Onion Field (Le Champ d'oignons), utilisant une nouvelle forme de lentille optique, image qu'il tire plein cadre. Il rencontre l'incompréhension de la Royal Photographic Society et démissionne. En 1892, il cofonde une nouvelle société savante, The Linked Ring (en) Brotherhood qui promeut une nouveau courant esthétique, le pictorialisme.
En 1898, il est nommé directeur général de Kodak. En 1911, du fait de ses sympathies anarchistes, il doit démissionner de Kodak mais il y conserve d'importantes parts.
Durant toutes ces années, il continue d'exposer. Après guerre, pour raison de santé, il s'installe à Antibes où il meurt le 26 décembre 1930.
Il épousa Florence Anne Austin-Jones, qui, en 1931 se remaria avec le photographe Malcolm Arbuthnot, qui avait été son ami.